# 苏菲·布朗
苏菲·布朗（英語：Sophie Brown，1993年2月12日—），英格蘭女子羽毛球運動員。目前在利茲都會大學修讀運動性能（Sports Performance）的基礎學位。

## 簡歷
苏菲·布朗在8歲時隨父親到當地的體育中心並加入羽毛球俱樂部，開始參加羽毛球運動。

## 主要比賽成績
只列出曾進入準決賽的國際賽事成績：
| 年份   | 賽事               | 公開賽級別 | 項目     | 拍檔            | 成績   |
| ------ | ------------------ | ---------- | -------- | --------------- | ------ |
| 2011年 | 威爾斯羽毛球國際賽 | 國際系列賽 | 女子雙打 | Holly Smith     | 準決賽 |
| 2012年 | 葡萄牙羽毛球國際賽 | 國際系列賽 | 女子雙打 | Holly Smith     | 準決賽 |
| 2012年 | 葡萄牙羽毛球國際賽 | 國際系列賽 | 混合雙打 | 里斯·沃克       | 準決賽 |
| 2012年 | 波蘭羽毛球公開賽   | 國際系列賽 | 女子雙打 | 海伦娜·卢森斯卡 | 準決賽 |
| 2012年 | 愛爾蘭羽毛球國際賽 | 國際系列賽 | 女子雙打 | 海伦娜·卢森斯卡 | 準決賽 |
| 2013年 | 捷克羽毛球國際賽   | 國際挑戰賽 | 女子雙打 | 艾莉莎·林姆     | 準決賽 |
| 2014年 | 威爾斯羽毛球國際賽 | 國際挑戰賽 | 女子雙打 | 凯特·罗伯特肖   | 亞軍   |
| 2014年 | 威爾斯羽毛球國際賽 | 國際挑戰賽 | 混合雙打 | 克里斯托弗·高斯 | 冠軍   |
| 2014年 | 愛爾蘭羽毛球公開賽 | 國際挑戰賽 | 女子雙打 | 凯特·罗伯特肖   | 準決賽 |
| 2015年 | 瑞典羽毛球大師賽   | 國際挑戰賽 | 女子雙打 | 凯特·罗伯特肖   | 亞軍   |
| 2015年 | 威爾斯羽毛球國際賽 | 國際挑戰賽 | 女子雙打 | 凯特·罗伯特肖   | 準決賽 |
| 2016年 | 瑞典羽毛球大師賽   | 國際挑戰賽 | 女子雙打 | 凯特·罗伯特肖   | 準決賽 |
| 2016年 | 荷蘭羽毛球國際賽   | 國際系列賽 | 女子雙打 | 克洛伊·比尔切   | 冠軍   |
| 2016年 | 威爾斯羽毛球國際賽 | 國際挑戰賽 | 女子雙打 | 劳伦·史密斯     | 準決賽 |
| 2016年 | 愛爾蘭羽毛球公開賽 | 國際挑戰賽 | 女子雙打 | 莎拉·沃克       | 準決賽 |

| 2007-2017年 | 首要超級賽 | 超級賽 | 黃金大獎賽 | 大獎賽 | 國際挑戰賽 | 國際系列賽 | 未來系列賽 | 其他 |

| 2018-2026年 | 總決賽 | 超級1000賽 | 超級750賽 | 超級500賽 | 超級300賽 | 超級100賽 | 國際挑戰賽 | 國際系列賽 | 未來系列賽 | 其他 |

### 奧運會和世錦賽參賽紀錄
|          | 搭檔          | 2015 |
| -------- | ------------- | ---- |
| 女子雙打 | 凯特·罗伯特肖 | 48強 |